# Solo se il destino
Solo se il destino ('Til There Was You) è un film del 1997 diretto da Scott Winant con Jeanne Tripplehorn e Dylan McDermott.

## Trama
Gwen Moss e Nick Dawkan s'incrociano in varie occasioni fin dall'infanzia, senza mai veramente conoscersi. Un giorno Nick, divenuto architetto, ottiene il contratto per ricostruire un vecchio condominio pieno di fascino, dove si è da poco trasferita Gwen.